# Seminario maggiore Pio XI
Il seminario maggiore arcivescovile “Pio XI” di Reggio Calabria è il seminario dell’arcidiocesi di Reggio Calabria-Bova nel quale si formano i candidati al presbiterato. La comunità del Seminario di Reggio Calabria accoglie attualmente anche seminaristi provenienti da altre diocesi. Il rettore pro-tempore è don Simone Vittorio Gatto, sacerdote dell’arcidiocesi di Reggio Calabria-Bova.